# Merodon unguicornis
Merodon unguicornis is een vliegensoort uit de familie van de zweefvliegen (Syrphidae). De wetenschappelijke naam van de soort is voor het eerst geldig gepubliceerd in 1909 door Gabriel Strobl.